# Понла-Тайбур
Понла́-Тайбу́р (фр. Ponlat-Taillebourg, окс. Pontlat e Talhaborg) — коммуна во Франции, находится в регионе Юг — Пиренеи. Департамент — Верхняя Гаронна. Входит в состав кантона Монрежо. Округ коммуны — Сен-Годенс.
Код INSEE коммуны — 31430.

## География

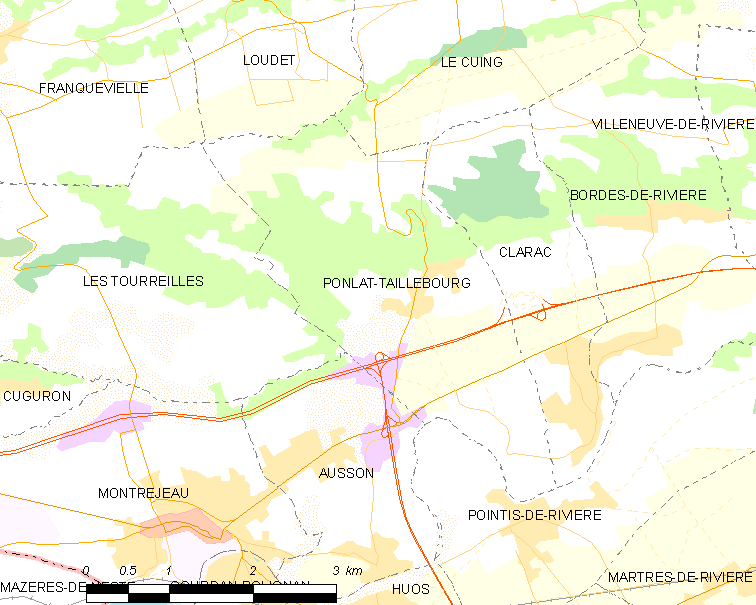
Карта коммуны

Коммуна расположена приблизительно в 660 км к югу от Парижа, в 90 км к юго-западу от Тулузы.
На юге коммуны протекает река Гаронна.

## Климат
Климат умеренно-океанический. Зима мягкая и снежная, весна характеризуется сильными дождями и грозами, лето сухое и жаркое, осень солнечная. Преобладают сильные юго-восточные и северо-западные ветры.

## Население
Население коммуны на 2010 год составляло 557 человек.
| 1962 | 1968 | 1975 | 1982 | 1990 | 1999 | 2010 |
| ---- | ---- | ---- | ---- | ---- | ---- | ---- |
| 359  | 357  | 381  | 383  | 461  | 458  | 557  |

## Экономика
В 2010 году среди 338 человек трудоспособного возраста (15—64 лет) 256 были экономически активными, 82 — неактивными (показатель активности — 75,7 %, в 1999 году было 66,3 %). Из 256 активных жителей работали 233 человека (122 мужчины и 111 женщин), безработных было 23 (13 мужчин и 10 женщин). Среди 82 неактивных 18 человек были учениками или студентами, 41 — пенсионерами, 23 были неактивными по другим причинам.